# Krasobruslení na Zimních olympijských hrách 2014
Soutěže v krasobruslení na Zimních olympijských hrách 2014 probíhaly od 6. do 22. února 2014 ve sportovní hale Ajsberg v Soči.

## Přehled
Na Zimních olympijských hrách 2014 v Soči bylo na programu celkem pět finálových závodů. Muži a ženy absolvovali individuální soutěže jednotlivců, v dalším programu jsou dále závody tanečních párů, sportovních dvojic a týmová soutěž. Poprvé v historii byla v olympijském programu zařazena také týmová soutěž. Z tohoto důvodu byl začátek krasobruslařského programu naplánován na 6. února, tedy den před oficiálním zahajovacím ceremoniálem Zimních olympijských her 2014.

## Program
Program podle oficiálních stránek.
| Den    | Datum          | Zahájení (UTC+4) | Zahájení (SEČ) | Závod                                                |
| ------ | -------------- | ---------------- | -------------- | ---------------------------------------------------- |
| –      | 6. února 2014  | 19:30            | 16:30          | smíšená družstva - krátký program tanečních párů     |
| –      | 6. února 2014  | 19:30            | 16:30          | týmová soutěž, krátký program mužů                   |
| den 2  | 8. února 2014  | 18:30            | 15:30          | smíšená družstva - krátký program sportovních dvojic |
| den 2  | 8. února 2014  | 18:30            | 15:30          | týmová soutěž, krátký program žen                    |
| den 2  | 8. února 2014  | 18:30            | 15:30          | týmová soutěž, volné jízdy tanečních párů            |
| den 3  | 9. února 2014  | 19:00            | 16:00          | smíšená družstva - volné jízdy mužů                  |
| den 3  | 9. února 2014  | 19:00            | 16:00          | smíšená družstva - volné jízdy sportovních dvojic    |
| den 3  | 9. února 2014  | 19:00            | 16:00          | smíšená družstva - volné jízdy žen                   |
| den 5  | 11. února 2014 | 19:00            | 16:00          | krátký program tanečních párů                        |
| den 6  | 12. února 2014 | 19:45            | 16:45          | volné jízdy tanečních párů                           |
| den 7  | 13. února 2014 | 19:00            | 16:00          | krátký program mužů                                  |
| den 8  | 14. února 2014 | 19:00            | 16:00          | volné jízdy mužů                                     |
| den 10 | 16. února 2014 | 19:00            | 16:00          | krátký program sportovních dvojic                    |
| den 11 | 17. února 2014 | 19:00            | 16:00          | dlouhý program sportovních dvojic                    |
| den 13 | 19. února 2014 | 19:00            | 16:00          | krátký program žen                                   |
| den 14 | 20. února 2014 | 19:00            | 16:00          | volné jízdy žen                                      |
| den 16 | 22. února 2014 | 20:30            | 17:30          | gala exhibice                                        |

## Medailové pořadí zemí
| Pořadí | Země                         | Zlato | Stříbro | Bronz | Celkově |
| ------ | ---------------------------- | ----- | ------- | ----- | ------- |
| 1.     | Rusko (RUS)                  | 3     | 1       | 1     | 5       |
| 2.     | Spojené státy americké (USA) | 1     | 0       | 1     | 2       |
| 3.     | Japonsko (JPN)               | 1     | 0       | 0     | 1       |
| 4.     | Kanada (CAN)                 | 0     | 3       | 0     | 3       |
| 5.     | Jižní Korea (KOR)            | 0     | 1       | 0     | 1       |
| 6.     | Německo (GER)                | 0     | 0       | 1     | 1       |
| 6.     | Itálie (ITA)                 | 0     | 0       | 1     | 1       |
| 6.     | Kazachstán (KAZ)             | 0     | 0       | 1     | 1       |
|        | Celkem                       | 5     | 5       | 5     | 15      |

## Medailisté

### Muži
| Disciplína | Zlato                         | Výkon  | Stříbro                     | Výkon  | Bronz                        | Výkon  |
| ---------- | ----------------------------- | ------ | --------------------------- | ------ | ---------------------------- | ------ |
| muži       | Juzuru Hanjú · Japonsko (JPN) | 280,09 | Patrick Chan · Kanada (CAN) | 275,62 | Denis Ten · Kazachstán (KAZ) | 255,10 |

### Ženy
| Disciplína | Zlato                             | Výkon  | Stříbro                       | Výkon  | Bronz                              | Výkon  |
| ---------- | --------------------------------- | ------ | ----------------------------- | ------ | ---------------------------------- | ------ |
| ženy       | Adelina Sotnikovová · Rusko (RUS) | 224,59 | Kim Ju-na · Jižní Korea (KOR) | 219,11 | Carolina Kostnerová · Itálie (ITA) | 216,73 |

### Smíšené soutěže
| Disciplína        | Zlato | Výkon  | Stříbro | Výkon  | Bronz | Výkon  |
| ----------------- | --- | ------ | --- | ------ | --- | ------ |
| taneční páry      | Spojené státy americké (USA) · Meryl Davis · Charlie White | 195,52 | Kanada (CAN) · Tessa Virtueová · Scott Moir | 190,99 | Rusko (RUS) · Jelena Ilinychová · Nikita Kacalapov | 183,48 |
| sportovní dvojice | Rusko (RUS) · Taťjana Volosožarová · Maxim Traňkov | 236,86 | Rusko (RUS) · Xenija Stolbovová · Fjodor Klimov | 218,68 | Německo (GER) · Aliona Savchenková · Robin Szolkowy | 215,78 |
| smíšená družstva  | Rusko (RUS) · Jevgenij Pljuščenko · Julija Lipnická · Xenija Stolbovová / Fjodor Klimov · Jelena Ilinychová / Nikita Kacalapov · Taťjana Volosožarová / Maxim Traňkov · Jekatěrina Bobrovová / Dmitrij Solovjov | 75     | Kanada (CAN) · Patrick Chan · Kevin Reynolds · Kaetlyn Osmondová · Kirsten Mooreová-Towersová / Dylan Moscovitch · Tessa Virtueová / Scott Moir · Meagan Duhamelová / Eric Radford | 65     | Spojené státy americké (USA) · Jason Brown · Gracie Goldová · Marissa Castelliová / Simon Shnapir · Meryl Davisová / Charlie White · Jeremy Abbott · Ashley Wagnerová | 60     |

## Kvalifikace
Na Zimních olympijských hrách 2014 byla stanovena kvóta 148 startujících závodníků, a to 74 v mužské a 74 v ženské kategorii. Každý národní olympijský výbor mohl reprezentovat maximálně 18 závodníků, a to nejvíce devět mužů nebo devět žen.

## Účastnické země
Zimních olympijských her se zúčastnilo 149 krasobruslařů z 30 zemí, respektive národních olympijských výborů. Brazílie a Filipíny zaznamenaly v krasobruslení olympijský debut.
- Austrálie (4)
- Rakousko (4)
- Ázerbájdžán (2)
- Belgie (1)
- Brazílie (1)
- Kanada (17)
- Čína (9)
- Česko (3)
- Estonsko (2)
- Francie (9)
- Gruzie (1)
- Německo (10)
- Velká Británie (6)
- Izrael (3)
- Itálie (11)
- Japonsko (10)
- Kazachstán (2)
- Litva (2)
- Norsko (1)
- Filipíny (1)
- Rumunsko (1)
- Rusko (15)
- Slovensko (1)
- Jižní Korea (3)
- Španělsko (4)
- Švédsko (2)
- Turecko (2)
- Ukrajina (6)
- Spojené státy americké (15)
- Uzbekistán (1)